# Leniec pospolity
Leniec pospolity (Thesium linophyllon L.) – gatunek rośliny należący do rodziny sandałowcowatych (Santalaceae). 

## Rozmieszczenie geograficzne
Występuje tylko w Europie Środkowej i przez Polskę przebiega północna granica jego zasięgu wzdłuż linii: Lublin, Warszawa, Łódź, Włocławek, Gdańsk, Bydgoszcz. W Polsce występuje głównie na niżu i w pasie wyżyn: na Nizinie Śląskiej, Wyżynie Małopolskiej i Wyżynie Lubelskiej. Oprócz tego z rzadka występuje na Kujawach, brak go natomiast zupełnie w niżowej części północno-wschodniej Polski. W Karpatach bardzo rzadki, w 2001 potwierdzono jego występowanie tylko na jednym stanowisku w Janowicach koło Wieliczki (Pogórze Wielickie).

## Morfologia

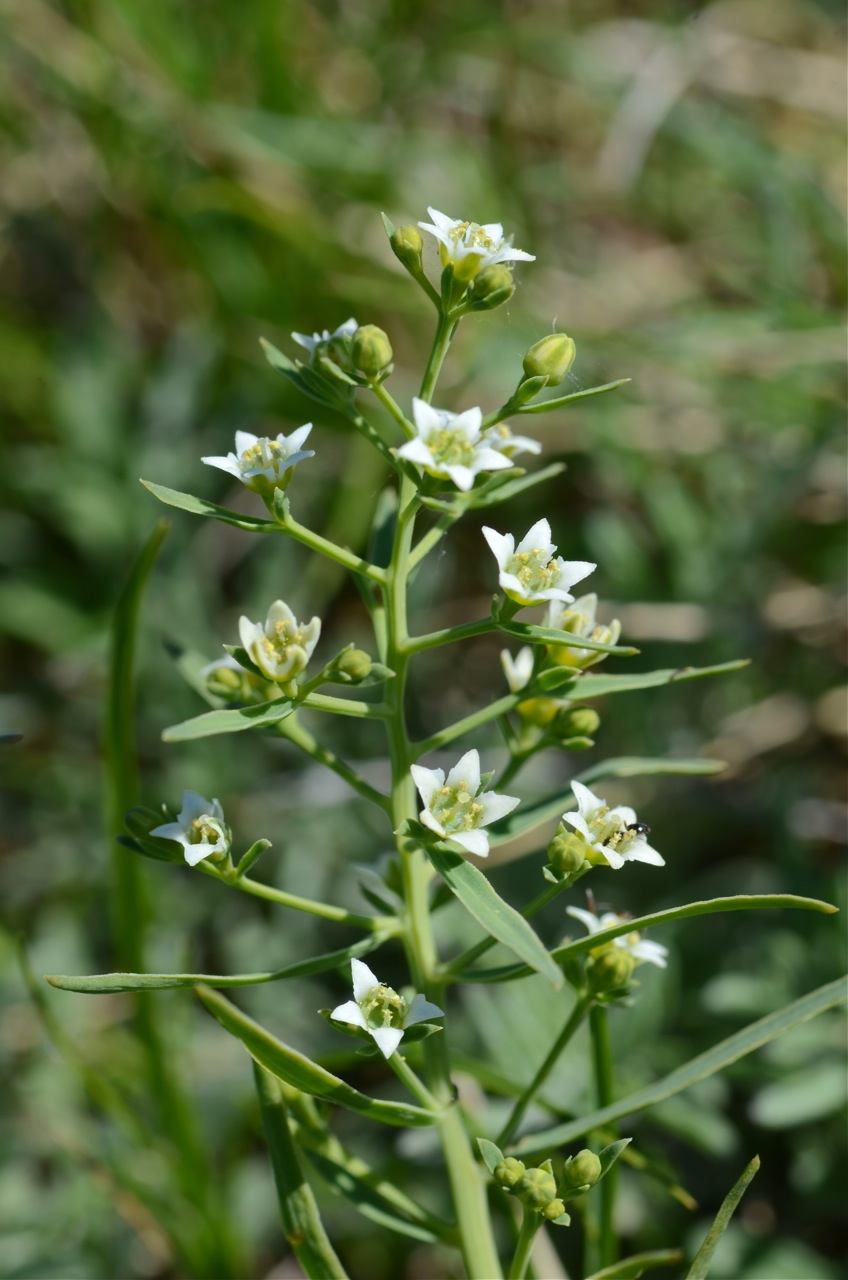
Kwiatostan

ŁodygaWzniesiona, rozgałęziona, o wysokości 15–40 cm. Oprócz łodygi nadziemnej roślina wytwarza też kłącze i oliwkowozielone rozłogi.
LiścieUlistnienie skrętoległe, liście równowąskolancetowate, 1-nerwowe, rzadko tylko niewyraźnie 3-nerwowe.
KwiatyBiałe, o 5-dzielnym okwiecie. Po przekwitnięciu ząbko okwiatu zaginają się do środka. Kwiaty wyrastają w górnej części łodygi w rozgałęzionych kwiatostanach. Oprócz przysadek mają też dwa podkwiatki. Przysadki są trochę dłuższe od owocu. Zazwyczaj kilkukwiatowe dolne gałązki kwiatostanu są dużo dłuższe od kwiatów.
OwocWyrasta na szypułce tak długiej jak owoc, lub nieco krótszej. Jest podłużnie żeberkowany.

## Biologia i ekologia
Bylina, hemikryptofit, półpasożyt. Rośnie w murawach kserotermicznych na stanowiskach w pełnym słońcu lub lekko zacienionych. Kwitnie w czerwcu i lipcu. W klasyfikacji zbiorowisk roślinnych gatunek charakterystyczny dla rzędu (O.) Festucetalia valesiacae. Liczba chromosomów 2n = 24.

## Zagrożenia i ochrona
Umieszczony na polskiej czerwonej liście w kategorii NT (bliski zagrożenia).